# 松田妙子 (実業家)
松田 妙子（まつだ たえこ、1927年（昭和2年）10月3日 - 2019年2月8日）は、日本の実業家、社会事業家。株式会社コスモ・ピーアール、日本ホームズ株式会社と、住宅産業研修財団、大工育成塾を設立した。1950年代にNBCテレビ局に採用され、日本人初のプロデューサーとして働く。1986年より生涯学習開発財団理事長を務めた。

## 経歴
1927年10月、衆議院議長を務めた父・松田竹千代、母・澄江の四女として、東京に生まれる。大叔父は、日本にバスケットボールを紹介し、日本初のオリンピック参加となったストックホルム大会にて、選手団の監督を務めた大森兵蔵。1954年、26歳のとき、南カリフォルニア大学に留学、マスコミュニケーションを学ぶ。1955年、NBCテレビ局の会長直々に手紙を書き採用される。その後、テレビ演出部に務め、日本人初のプロデューサーとして働いた。大学と仕事は兼業した。現地にて結婚。長女誕生後、1960年に帰国。同年、日本にはまだ馴染みのなかったPR会社「コスモ・ピーアール」を夫とともに設立。1964年、「日本ホームズ」設立。自らの家を建てる際、当時の住宅事情が悪く改善の必要性を感じ、「2×4工法」を日本に紹介した。さらに、良い家を建てるには、良い工務店経営者を育てる必要があるとの思いから、1977年、「住宅産業研修財団」を設立、理事長に就任。「ハウス55計画」を手がけ、建設審議会委員としても活躍する。
1983年、生涯を通じ学び続けることの大切さを伝える「生涯学習開発財団」の設立に関わり、1986年に理事長に就任。1987年、藍綬褒章受賞。1987年、株式会社J-WAVE取締役就任。1988年、生涯学習関連施設のネットワーク形成に関する懇談会委員（文部省）に就任。1994年、女性初の東京都公安委員に就任。同年、父・竹千代の遺志を受け継ぎ、ベトナム・ビエンホア孤児職業訓練センター「有燐園」の園長にも就任。1998年、71歳で東京大学工学博士号取得。論文タイトルは、「日本の近代住宅の社会史的研究—中流住宅の発展と子供部屋を中心に」。これを基にして『家をつくって子を失う』（1998年 住宅産業研修財団刊）を一般向けに執筆。
2003年、日本の伝統工法の継承と若き大工職人の育成を目的とした「大工育成塾」を開塾（2015年に閉塾）。塾長に就任。育てた大工は、約600人にのぼる。また、自らの博士号主取得を機に、2011年度より生涯学習開発財団にて「50歳以上のための博士号取得支援事業」を始めた。

## 著作・評伝
自著
- 『アメリカで恋と仕事を』1961年 徳間書店
- 『一家一冊 -家の値打ちの高め方』1980年 住宅産業研修財団
- 『私は後悔しない -兵蔵とアニーの愛の生涯』1984年 主婦と生活社
- 『家をつくって子を失う -中流住宅の歴史 子ども部屋を中心に』1998年 住宅産業研修財団
- 『親も子も後ろ姿を見て育つ』2000年 講談社
- 『カゲのヒーロー・鑑識』2002年 住宅産業研修財団 熊丸羽衣子との共著

評伝
- 『旺盛な欲望は七分で抑えよ 評伝昭和の女傑 松田妙子』鈴木れいこ著 2008年 清流出版

## 人物
- 好きな言葉は、「Shake the world, shake the society」[8]。
- コスモPR創業当時、写真家ユージン・スミスをアメリカに出向いてまで日本に招き、日立製作所の写真撮影を依頼。それをきっかけにスミスは熊本県水俣市で起きた水銀汚染問題に関心を持ち、その後、水俣を撮り続けた[9]。
- 博士号に挑戦したのは、1992年65歳の誕生日を迎えたとき、「お年寄りとは言われたくない。自分の一番嫌いなことをして、自分に鞭打とう」と考え、その嫌いなものが勉強だったから[10]。
- 1994年、ハーバード大学男性アカペラグループ「クロコディロス」の名誉会員に認定される。[7]松田妙子が理事長を務める生涯学習開発財団は、クロコディロス日本公演の事務局である。